# Kortowiada
Kortowiada là một ngày lễ dành ra sinh viên (Juwenalia) diễn ra tại thành phố Olsztyn ở miền bắc Ba Lan. Một nhóm lớn các nghệ sĩ Ba Lan sẽ biểu diễn tại các buổi hòa nhạc, ví dụ O.S.T.R., Maryla Rodowicz hoặc Kamil Bednarek.

## Người tổ chức
Nhà tổ chức chính của sự kiện là Hội đồng sinh viên của Đại học Warmia và Mazury ở Olsztyn.

## Miêu tả
Tên của sự kiện có liên quan đến một phần của thành phố được gọi là Kortowo nơi tổ chức tất cả các bên liên quan. Juwenalia đầu tiên ở Kortowo được tổ chức vào tháng 5 năm 1958  và được tổ chức bởi các sinh viên của Đại học Nông nghiệp và Kỹ thuật (Akademia Rolniczo-Techniczna). Trong nhiều năm, sự kiện này đã được sắp xếp như một dự án chung với các sinh viên của Trường Sư phạm Cao cấp (Wyższa Szkoła Pedagogiczna) dưới tên 'Żakinada'. Kết quả của việc sáp nhập các trường trên vào Đại học Warmia và Mazury, Kortowiada trở nên được phong phú thêm liên quan đến lịch trình bữa tiệc đặc biệt của nó. Sự kiện thường niên thu hút hơn 10 nghìn sinh viên từ khắp mọi miền đất nước và hàng trăm ban nhạc - Kortowiada ngày nay là một trong những sự kiện âm nhạc liên quan đến sinh viên quan trọng nhất ở Ba Lan.

## Lịch trình chung của Kortowiada
Toàn bộ sự kiện kéo dài trong một vài ngày. Lễ khai mạc chính thức đồng nghĩa với việc trả lại chìa khóa thành phố cho các sinh viên của chính quyền Olsztyn.

## Thứ năm
- Cuộc diễu hành của các khoa (sự kiện khai mạc)
- Chương trình Venus - bầu chọn nữ sinh đẹp nhất
- Hòa nhạc trên đồi (thể loại: biển shanty /nhạc dân gian)

## Thứ sáu
- Cuộc thi cho thiết kế theo chủ đề tốt nhất cho Halls of Residence
- Trận chiến giữa các khoa
- Hòa nhạc trên đồi (thể loại: pop/rock)

## Thứ bảy
- Thi đấu thể thao
- Hòa nhạc trên đồi (các ngôi sao chính)

## Chủ nhật
- Biểu diễn hài
- Buổi hòa nhạc thơ

## Các sự kiện khác
- Giải vô địch trò chơi máy tính
- Các giải đấu dựa trên sự nhanh nhẹn
- Tổng quan về các ban nhạc và các nhóm nghiệp dư

## Quốc ca
Bài hát chính thức của Kortowiada là một bài hát cùng tên được trình diễn bởi một ban nhạc dân gian nổi tiếng có tên Olsztyn - Enej.

## Đặc thù
Một phần thiết yếu của sự kiện và một dấu hiệu đặc trưng là áo phông Kortowiada với thiết kế khác nhau cho mỗi Khoa - chúng được lựa chọn bởi các sinh viên mỗi năm. Bất cứ ai cũng có thể mua chúng tại Kortosklep, cửa hàng liên quan đến sự kiện.